# Història del ferrocarril

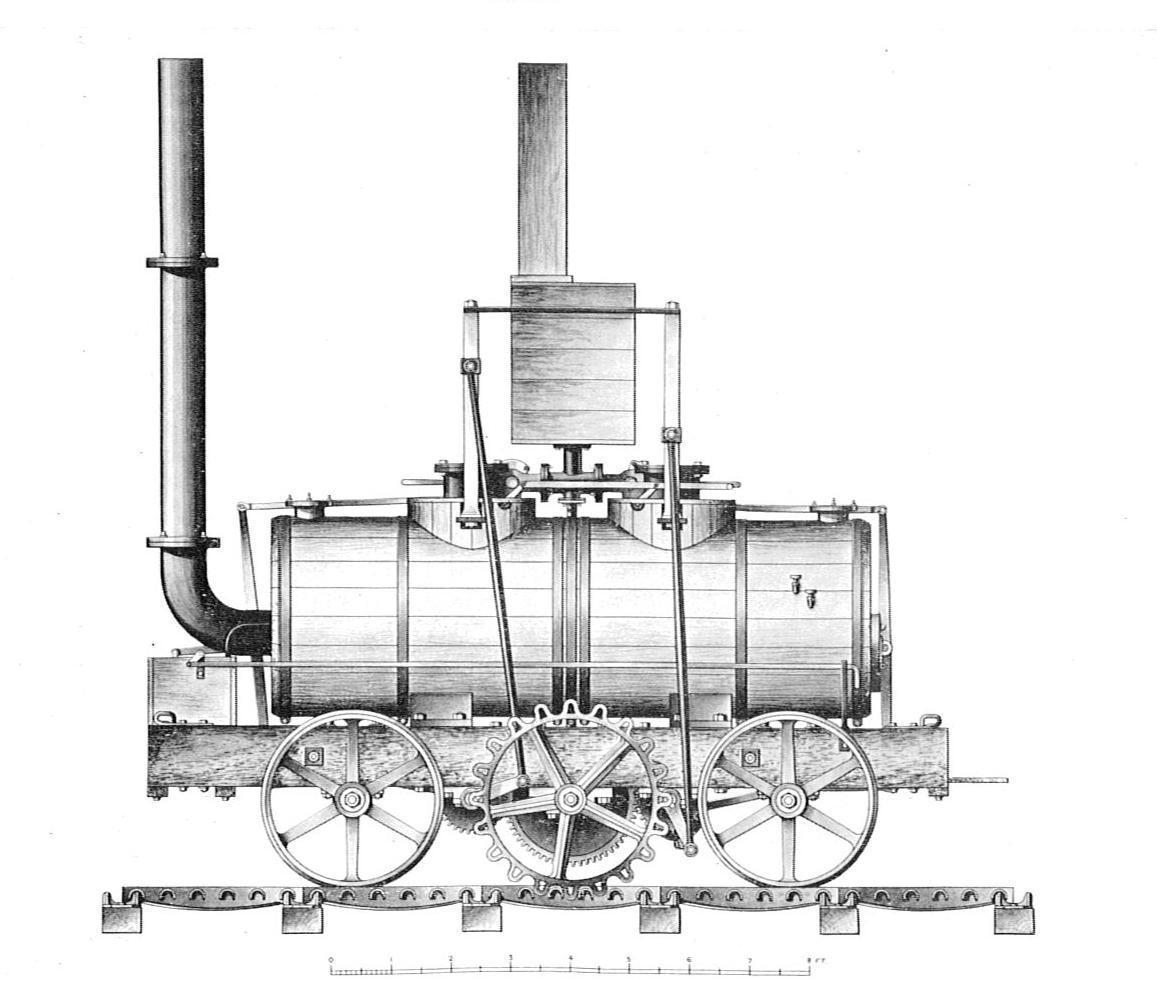
Locomotora anglesa Salamanca (any 1812)

La història del ferrocarril, és a dir d'un mitjà de transport guiat, associant una línia de ferrocarril i vehicles específics remolcats per un vehicle de motor, comença a la Gran Bretanya a finals del segle xviii .segle xviii i a principis del XIX XIX, va progressar després en poques dècades a mesura que s'anava fent progressos tècnics, per donar lloc a l'intens desenvolupament ferroviari de la dècada de 1840. El ferrocarril es va convertir llavors en el mode de transport terrestre dominant durant gairebé un segle, abans de ser suplantat, des del final de la Segona Guerra Mundial, pel transport per carretera d'automòbils, i competir amb el transport aeri.
El ferrocarril garanteix un viatge ràpid i segur, tant per a persones com per a mercaderies. Tant a Europa com als Estats Units, va contribuir així poderosament a la revolució industrial, a la capitalització i desenvolupament del sector financer i del comerç, i al desenvolupament urbà que va caracteritzar el segle xix, tot beneficiant-se a canvi dels avenços tecnològics del segle i dels importants mitjans d'inversió que requereixen les seves costoses infraestructures .

## Avantpassats dels ferrocarrils

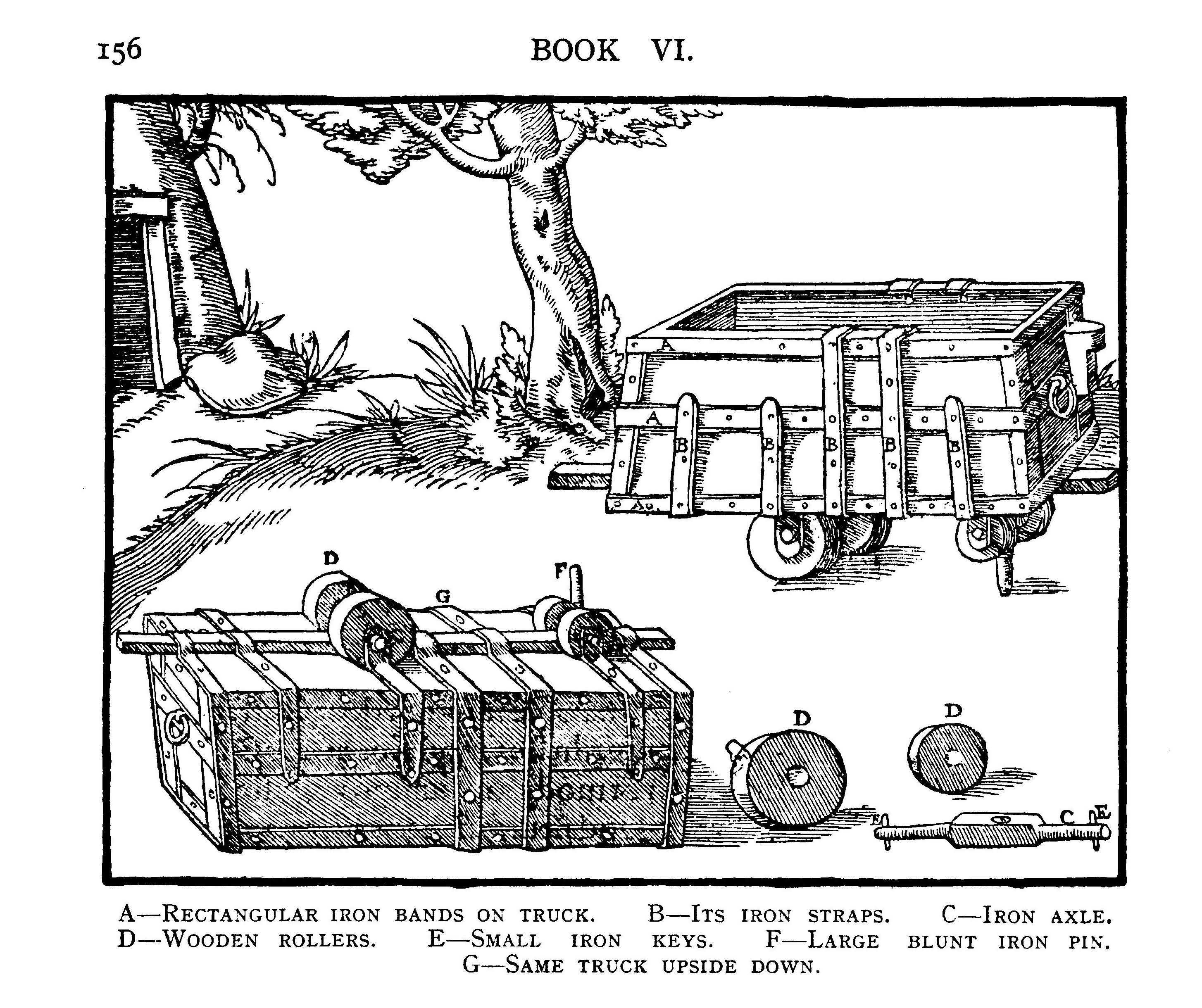
Minecart mostrat a De Re Metallica (1556). El passador guia encaixa en una ranura entre dos taulons de fusta.

Per conèixer la història del transport guiat, cal examinar l'ús de roderes excavades a la pedra, i retrocedir una mica més enllà en el temps fins als sistemes que utilitzaven carros guiats sobre camins de fusta, que constitueixen unes de les hipòtesis considerades per explicar el transport de càrregues pesades a l'Antiguitat.
El ferrocarril es va crear per reduir el treball necessari durant el moviment massiu. En aquesta perspectiva, els camins guiats durant l'Antiguitat (rodolant sobre plans inclinats de fusta inclinats de vegades revestits de metall entre els egipcis, camins de pedra romans — en marbre prop de Roma — tallat amb roderes profundes, grec diolkos) són els precursors.
També són precursors el camí de carro o les xarxes de camins guiats a les mines a l'edat mitjana, que es pot considerar com l'avantpassat del ferrocarril. Els vestigis d'aquests canals de pedra encara són visibles avui dia. Per exemple, n'hem trobat alguns a Pompeia que daten de l'any 50 dC. Un altre exemple és la ruta a Etraz a Suïssa. Més tard aquest principi es va tornar a utilitzar en el desenvolupament de les mines de carbó a Gran Bretanya. No essent les pedres planes satisfactòries, s'utilitzava fusta, després, per reduir-ne el desgast, es posava ferro al fons de la gola. Aquesta tècnica presentava en el seu moment el mateix problema que els tramvies actuals, que utilitzen un sistema similar. : les bodegues s'omplen de residus (cosa molt problemàtica en una mina on els residus són pedres). Així es va crear el rail per fer front a aquest problema a finals del segle XVIII.

## Avenços

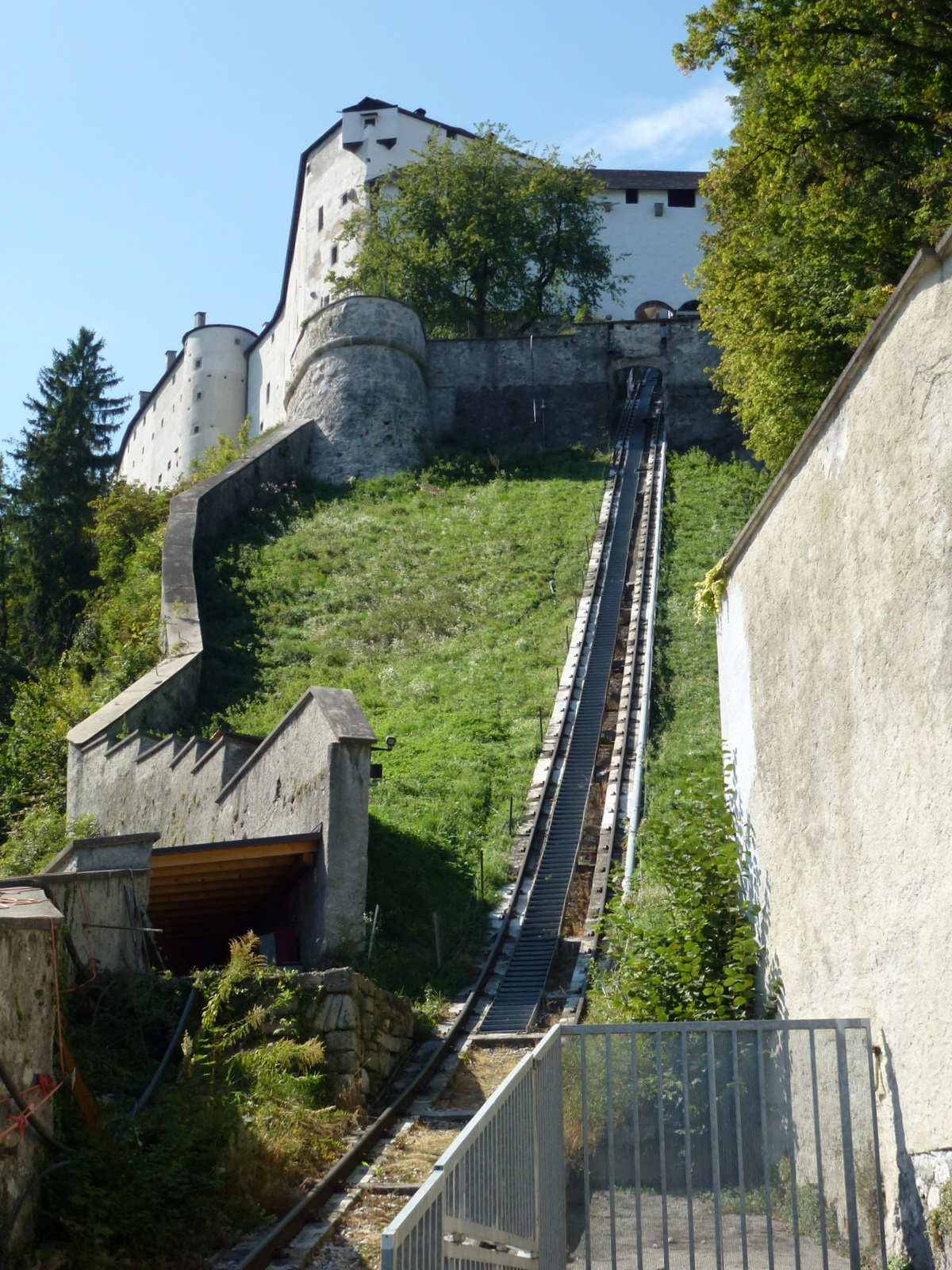
Reisszug, tal com apareix avui

És la invenció de la locomotora, afavorida pels desenvolupaments donats a la màquina de vapor al llarg del segle xviii, i els ràpids avenços fets en aquest camp, així com en el disseny dels rails i de la via, que va permetre passar en poc temps de sistemes amb rails de fusta, després en ferro colat o ferro, a vies amb rails d'acer, i des de la tracció humana o animal, fins a la potent tracció de la maquinària.
Si bé el transport terrestre encara depèn en gran manera de l'energia animal, els primers vehicles terrestres motoritzats no van aparèixer fins a finals del segle xix - el ferrocarril permet servir ciutats i camps gràcies a les xarxes de malla i l'ús de diferents amples, els més estrets permeten a un cost inferior arribar a localitats remotes o fer front al relleu en zones de muntanya.
El ferrocarril va adquirir així una gran importància econòmica i social, però també militar, en reduir considerablement la durada de les mobilitzacions i el temps de transport de les tropes. Per tant, és d'interès per als Estats, que tots exerceixen la tutela o el control sobre les xarxes nacionals en diferents graus. Alguns Estats esdevenen fins i tot, com França, constructors i operadors de xarxes, en particular per compensar les mancances del sector privat.
Els diversos accidents, de vegades catastròfics, que viu el ferrocarril donen lloc a l'establiment de sistemes i protocols de seguretat que fan del ferrocarril un dels mitjans de transport més segurs.
Paral·lelament a aquests avenços, la indústria ferroviària continua millorant les condicions de velocitat i confort, especialment pel que fa al transport de viatgers. En la postguerra, aquesta tendència va provocar la desaparició de la locomotora de vapor en totes les xarxes modernes, i el desplegament comercial de la tracció elèctrica, que va permetre obtenir altes velocitats, i que va donar lloc a la creació de l'alta velocitat. xarxes per les quals circulen trens dedicats. Aquest fenomen va ser acompanyat, durant el transcurs del segle xx, la concentració de les empreses ferroviàries i la desaparició de la gran majoria de petites xarxes locals i rurals, en favor del transport per carretera.

## Primers ferrocarrils

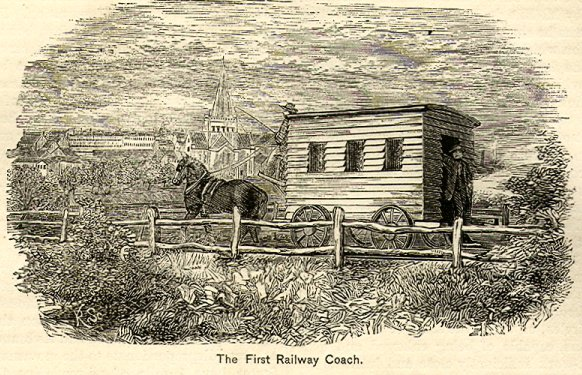
" El primer vagó de ferrocarril »

El fet d'utilitzar rails per tal de guiar el moviment d'un vagó, no és un mitjà de transport que comenci al segle XIX. Ja a l'edat mitjana aquest tipus de mitjans de transport s'utilitzaven a les mines amb vagons sobre rails de fusta "com els trobats a l'Ofenpass el 1993, els més antics de Suïssa (1441)".
L'ús de vies fetes de baranes de fusta per on circulaven carruatges de cavalls està testimoniada a Alsàcia a la dècada de 1540, després es va estendre per Europa. A principis del segle xviii, es va començar a utilitzar el ferro tant per a les rodes com per als rails, i aquests sistemes van prendre el nom de tramvies. Normalment, les rodes eren guiades per roderes revestides amb plaques metàl·liques. Cap a finals del segle xviii, un enginyer anglès, William Jessop, va dissenyar els rails amb solcs per a les rodes amb brides, per a un projecte a Loughborough (Leicestershire), el 1789. El 1802 Jessop va obrir el Surrey Iron Railway al sud de Londres, que utilitzava rails en forma de L i tracció de cavalls.
James Watt, inventor i enginyer mecànic escocès, va fer les millores a la màquina de vapor el 1769 que van permetre generalitzar-ne l'ús i va encoratjar altres experiments.

## Arribada del vapor

Trevithick Locomotive (1804), primera locomotora de vapor d'èxit

Va ser un enginyer còrnic, Richard Trevithick, qui va construir la primera locomotora de vapor el 1804. La seva locomotora, que no tenia nom de bateig, s'utilitzava a les ferreries Pen-y-Darren a Gal·les. Va ser un fracàs econòmic, ja que la màquina era massa pesada per a la via i es va avariar. Malgrat el seu geni inventiu, Richard Trevithick va acabar la seva vida en la pobresa i la seva obra va romandre desconeguda.
L'any 1812, un enginyer i inventor nord-americà, Oliver Evans, va publicar la seva visió per al desenvolupament del ferrocarril de vapor, amb una xarxa de línies de llarga distància, servides per locomotores ràpides, que uneixen ciutats entre si i redueixen significativament els temps de trajecte per a tots dos passatgers. i mercaderies. Evans va especificar que s'havien de disposar de vies paral·leles per permetre el moviment dels trens en ambdues direccions.
L'any 1813 George Stephenson va convèncer el gerent de la mineria on treballava perquè li deixés construir una màquina de vapor. Va construir la Blücher, la primera locomotora amb rodes de tracció. Les brides de les rodes feien possible que els trens fessin circular per la part superior dels rails, i ja no en els rails buits. Això va simplificar molt el disseny dels interruptors i va obrir el camí per al ferrocarril modern.

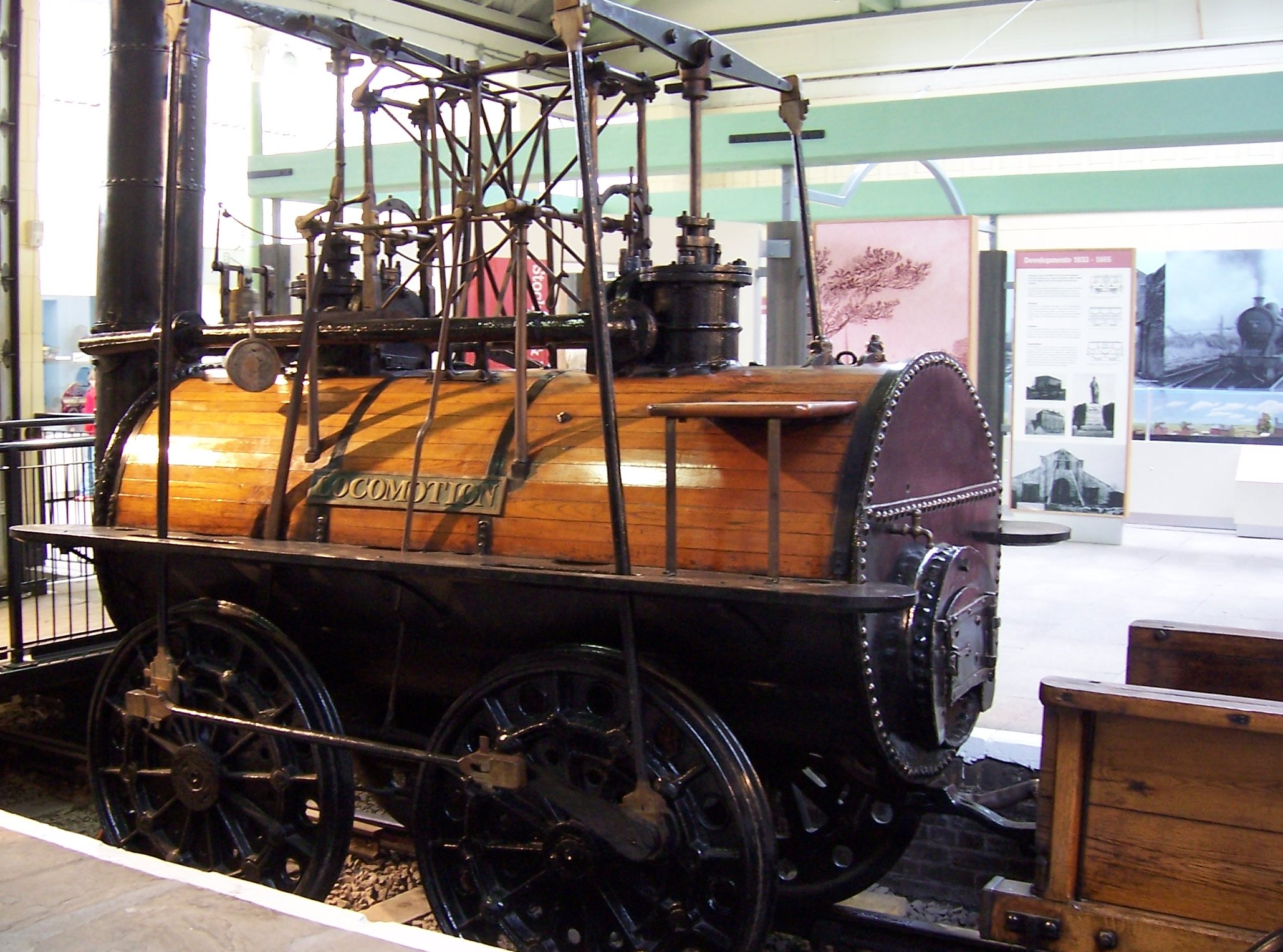
La locomoció al Museu i Centre Ferroviari de Darlington

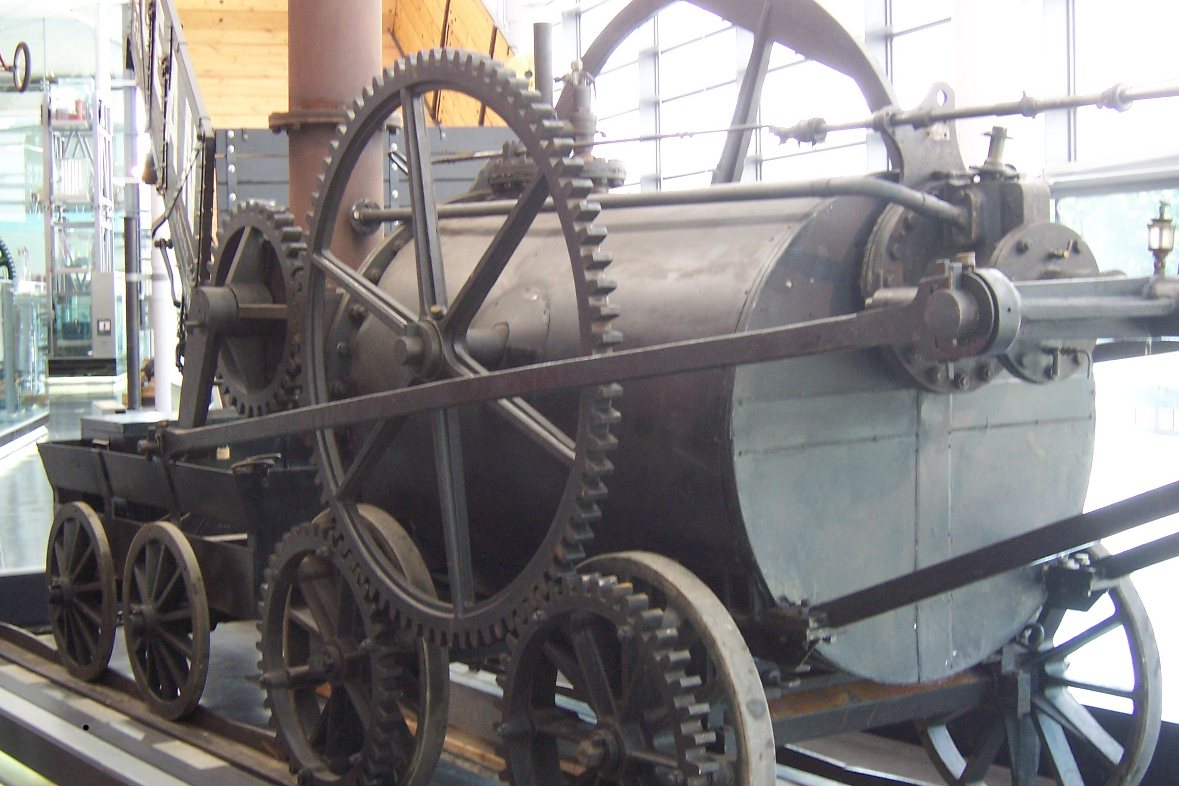
Una rèplica del motor de Trevithick al National Waterfront Museum, Swansea

La Stockton - Darlington Railway Company va obrir la seva primera línia27. Stephenson conduïa la seva pròpia màquina, la Locomoció núm ; l'espectacle va atreure una gran multitud d'espectadors.
La locomotora de vapor es va inventar al començament de la Revolució Industrial, i el ferrocarril es va convertir en un engranatge essencial en la roda de la industrialització, que requeria el ràpid moviment de mercaderies i mà d'obra. Al principi va competir amb el transport fluvial, però el ferrocarril es va imposar ràpidament gràcies a la màquina de vapor, la millora de la via i la possibilitat de construir vies de ferrocarril on els canals fossin intransitables.
Mentre es desenvolupaven moltes línies d'iniciativa privada arreu d'Europa, es va inaugurar la primera línia pública5 mai 18355 de maig de 1835 entre Brussel·les i Malines. D'entrada, sota la influència del ministre Charles Rogier, partidari de les idees fourieristes, per a qui el ferrocarril ha de ser accessible al poble, va ser una línia que oferia tres classes (corresponent a tres tipus de vagons que, al principi, reben noms inspirats en la terminologia tradicional de transport, sedans, diligències i char à bancs.) La classe més econòmica permet el desplaçament dels obrers, que marca l'hora de l'inici de les migracions diàries de treballadors afavorint la recerca de la industrialització. Aquesta primera línia, seguida aviat d'ampliacions, en particular cap a Alemanya, s'anomenarà més tard "el Rin de Ferro", quan la línia va arribar a Ans, després a Lieja, preludi de la connexió amb el Rin, perquè va permetre desenvolupant intercanvis amb Alemanya per substituir les vies fluvials que passaven per Holanda que havien esdevingut inaccessibles o costoses des de la revolució belga de 1830 que havia posat fi a la dominació dels Països Baixos. Es van instal·lar estacions fixes amb taquilles a cada extrem del recorregut, després en punts intermedis. Al principi, els passos a nivell amb les carreteres eren vigilats per soldats que presentaven armes als combois que passaven. El lideratge pres per Bèlgica va afavorir les invencions les patents dels quals van ser dipositades per mecànics i enginyers com Égide Walschaerts, el 1844, amb la distribució per tobogan aviat es va estendre per tot el món a mesura que els ferrocarrils s'expandeixen. Posteriorment, l'enginyer Alfred Belpaire va trobar la manera de convertir les llars per a l'aprofitament del que es deien carbons fins, residus que la indústria no volia i que, per aquest motiu, els ferrocarrils belgues podien comprar a baix preu.
Les primeres urbanitzacions ferroviàries del continent no van apartar la Gran Bretanya de la primera posició que ocupava, tant pel que fa a la capitalització com a la longitud de les xarxes. : la fortíssima expansió de la borsa de la dècada de 1840 a Anglaterra, també anomenada " mania ferroviària " dona a aquest país la meitat dels 9500 quilòmetres de ferrocarril europeu l'any 1845, poc abans del Crash de 1847, també anomenat " Railway Crash ".
La tracció de vapor es va estendre ràpidament per tot el món i va assolir el seu màxim abans de la dècada de 1950. Durant més d'un segle, a poc a poc vam assistir a canvis en la tracció :
- invenció de la distribució tipus Walschaerts,
- adopció de la llar plana de gran superfície Belpaire per a l'ús de qualsevol tipus de combustible sòlid,
- Dispositiu Franco-Crosti,
- Prova de turbina de vapor (per augmentar la velocitat),
- licitació de condensació (per limitar els temps de subministrament d'aigua),
- Màquina de vapor de combustible, original o modificada (a partir dels anys 30, la gasolina donava millors resultats que no pas els de carbó i es van desenvolupar cremadors de combustible): els motors de combustible van tenir el seu apogeu al bloc de l'Est, amb el Rekonstruktionslokomotiven (abreujat Rekolok), seguint l'Alemanya de l'Est. terminologia i a la RFA, amb assaigs reeixits del BR 01 (231), BR41 (pacífic) i BR 44 (050), dels anys 50.

- distribution par coulisse de Walschaerts,
- adoption du foyer plat à grande surface de Belpaire pour l'utilisation de tout type de combustible solide,
- dispositif Franco-Crosti,
- essai de la turbine à Vapeur (pour accélérer la vitesse),
- tender à condensation (pour limiter les moments d'approvisionnement en eau),
- machine à vapeur à Fuel, d'origine ou modifiée (à partir des années 1930, l'essence donne de meilleurs résultats que le charbons et des brûleurs à fuel sont mis au point): les machines à fuel ont connu leur heure de gloire dans le bloc de l'Est, avec les Rekonstruktionslokomotiven (abrégé Rekolok), suivant la terminologie Est-Allemande et en RFA, avec des essais fructueux sur les BR 01 (231), les BR41 (pacific) et les BR 44 (050), à partir des années 1950.

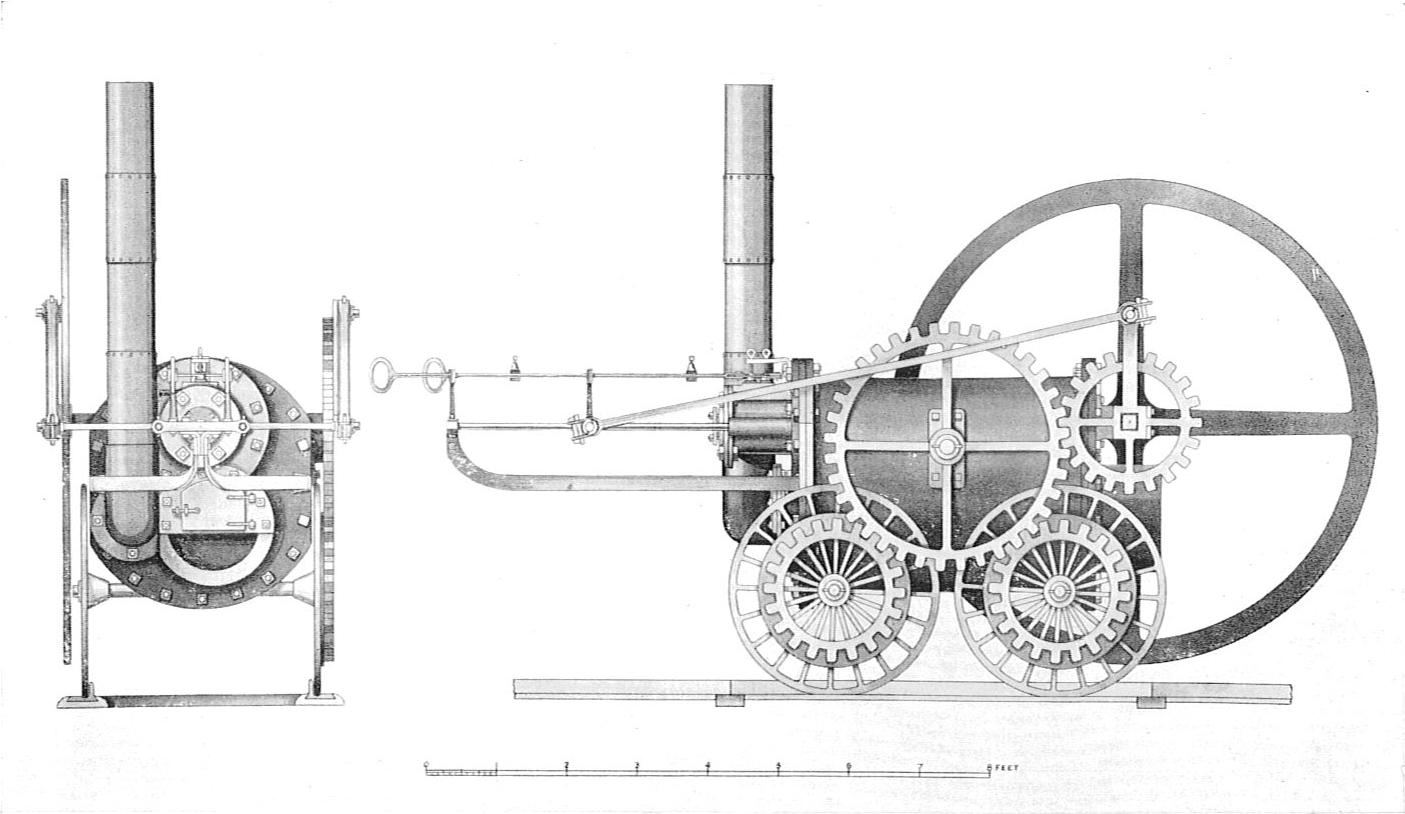
Locomotora Trevithick, 1802
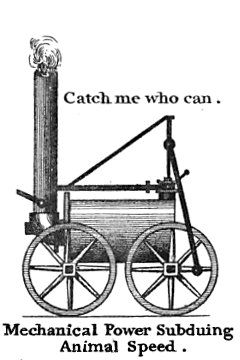
L' atrapa'm qui pugui ! de Richard Trevithick, 1808
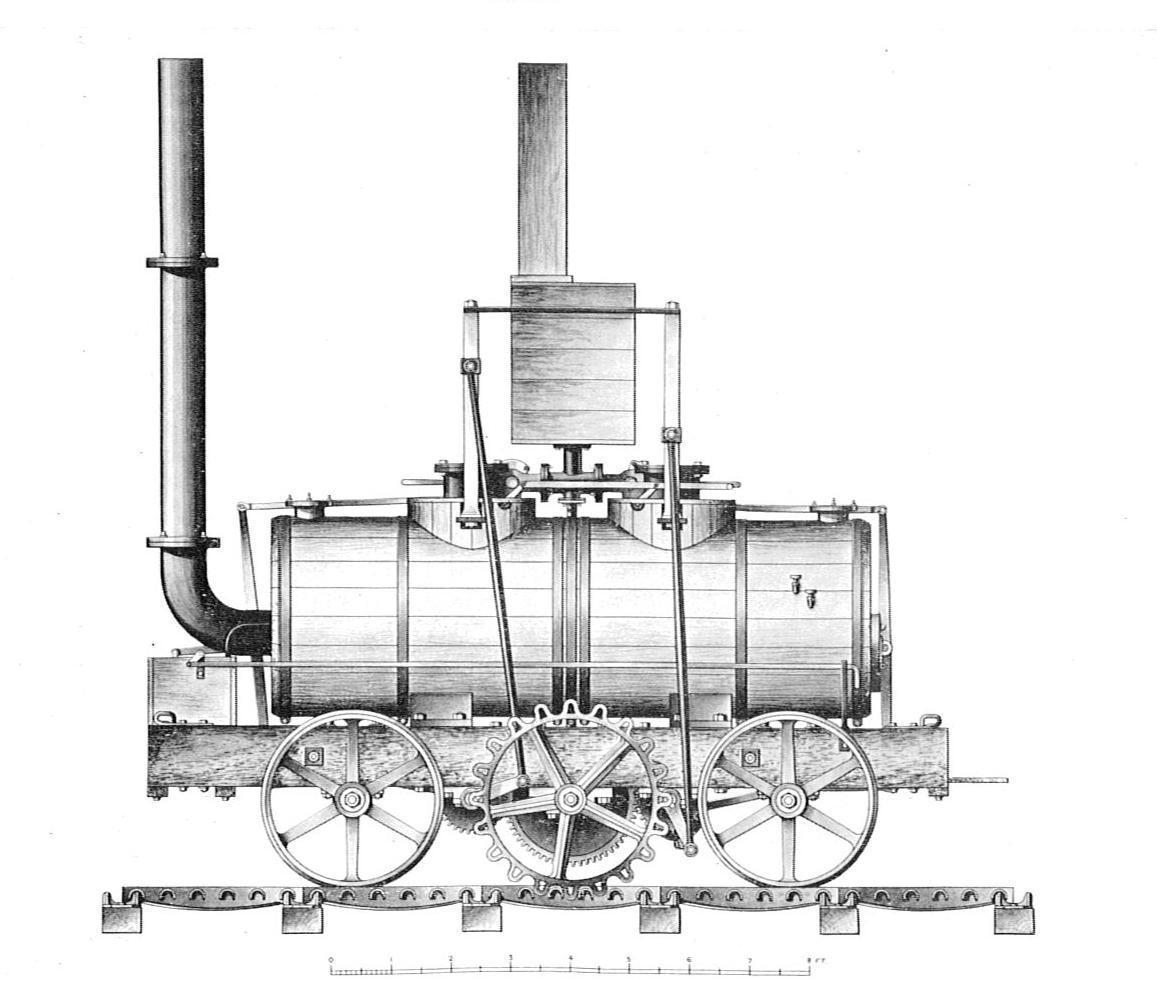
La Salamanca, 1812, primera locomotora que va funcionar en servei comercial.
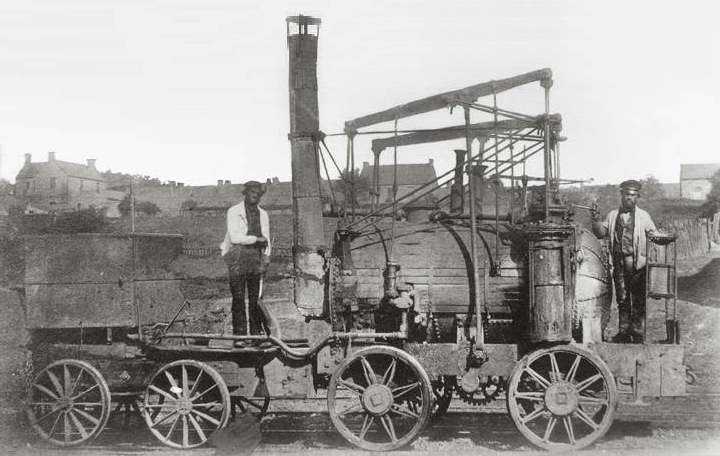
El Puffing Billy, 1814, la primera locomotora de tracció operativa.
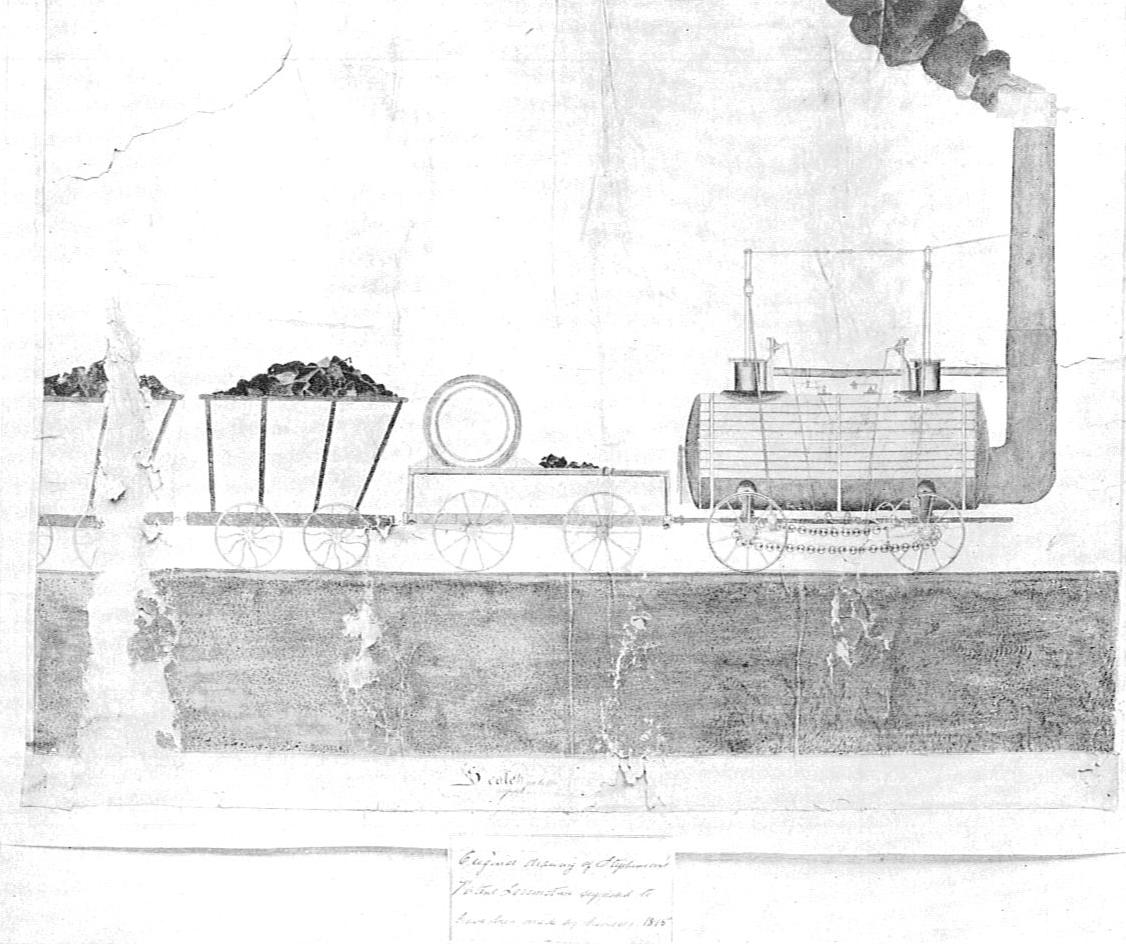
Locomotora Stephenson Killingworth, 1815
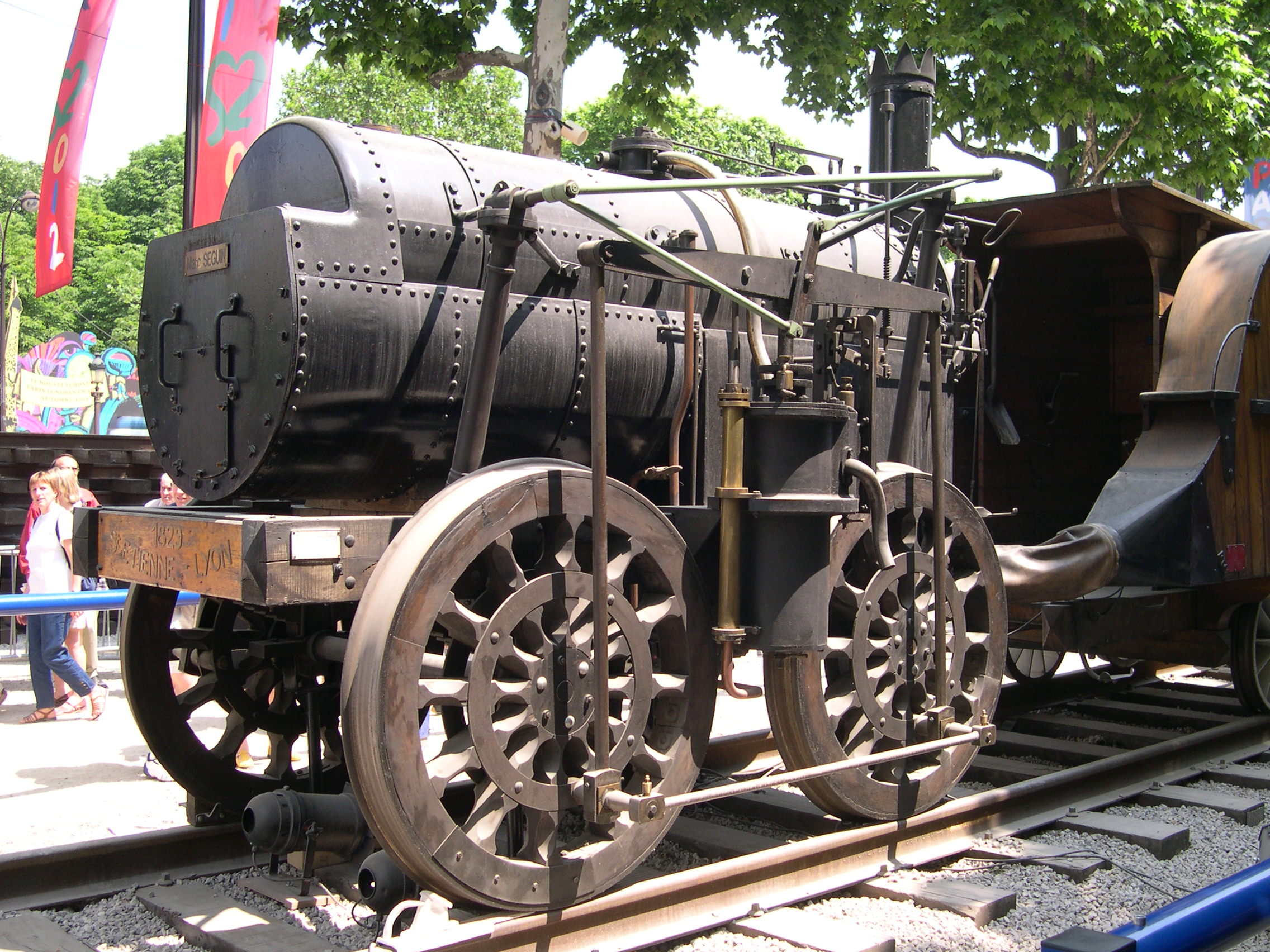
Locomotora Seguin, 1829, amb caldera tubular
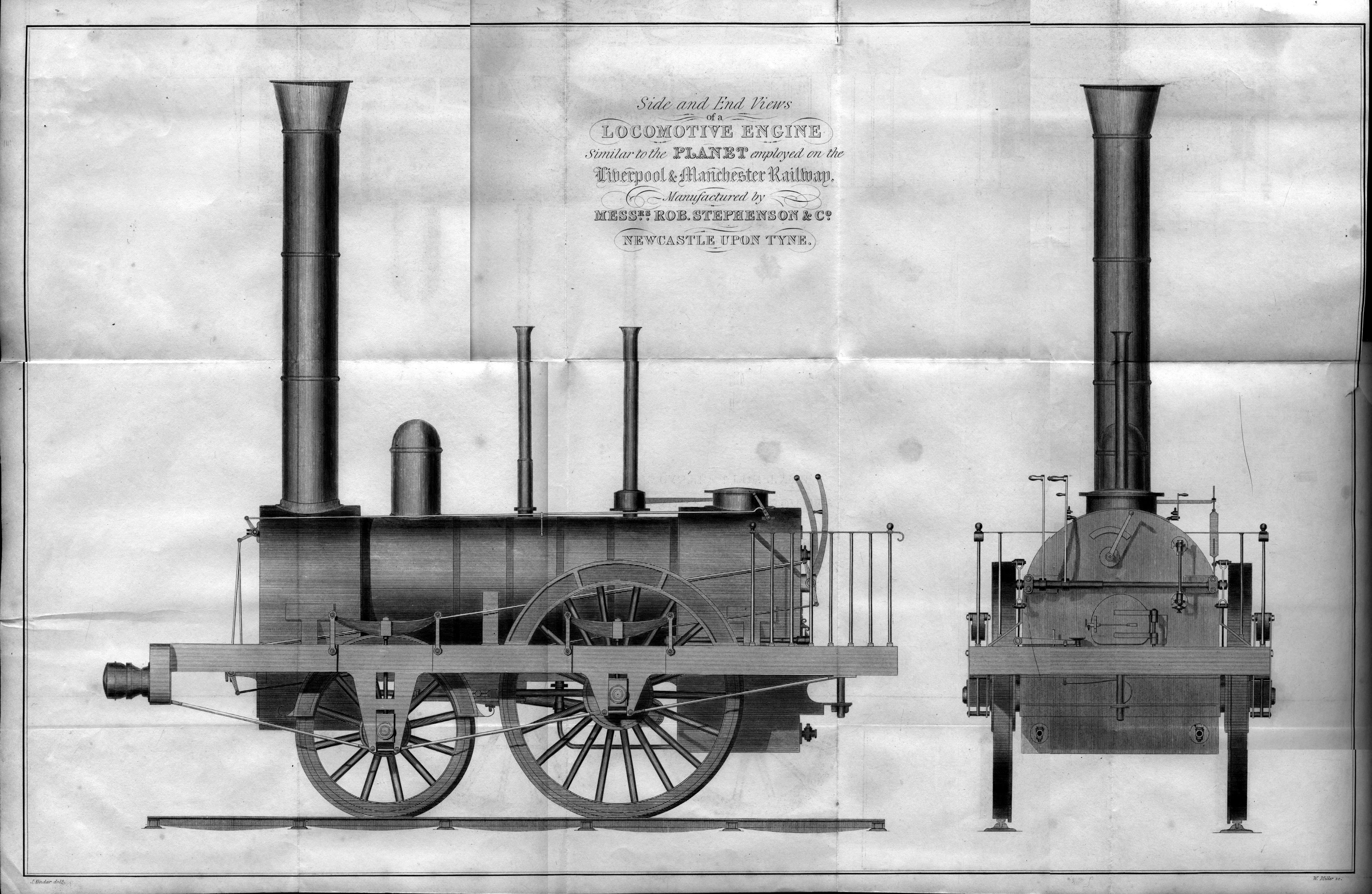
La locomotora de Stephenson Planeta » 1832
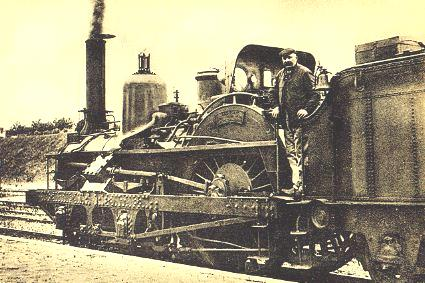
Locomotora Crampton

## Tracció elèctrica

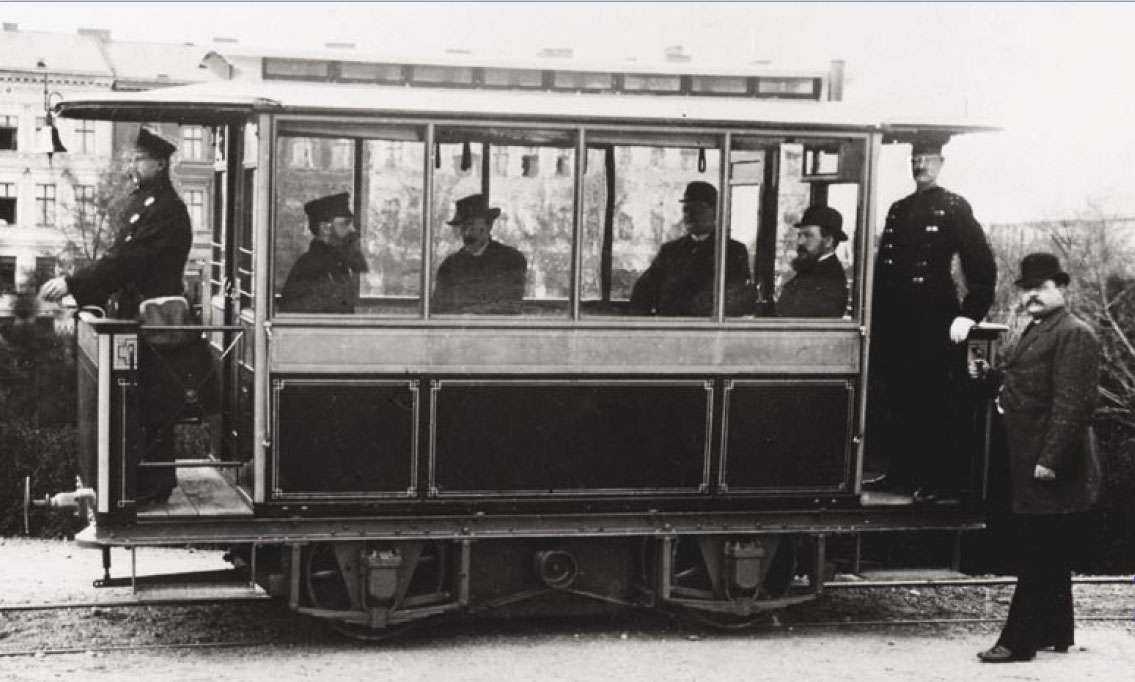
Tramvia de Lichterfelde, 1882

La primera màquina elèctrica va viatjar en un ferrocarril amb les seves bateries elèctriques el 1837 : el primer tren elèctric va ser construït a Aberdeen per Robert Davidson [13], un fabricant de productes químics. Aleshores va ser una atracció que es va presentar a Londres el 1842 [14]. A finals del segle xix, en un cert nombre de regions, especialment properes a les muntanyes (que van permetre el desenvolupament de l'energia hidroelèctrica), es van dur a terme amb èxit els experiments que es van estendre progressivament a totes les xarxes durant els anys trenta i es van generalitzar després de la 2 Guerra Mundial, durant la reconstrucció de xarxes i la seva electrificació.

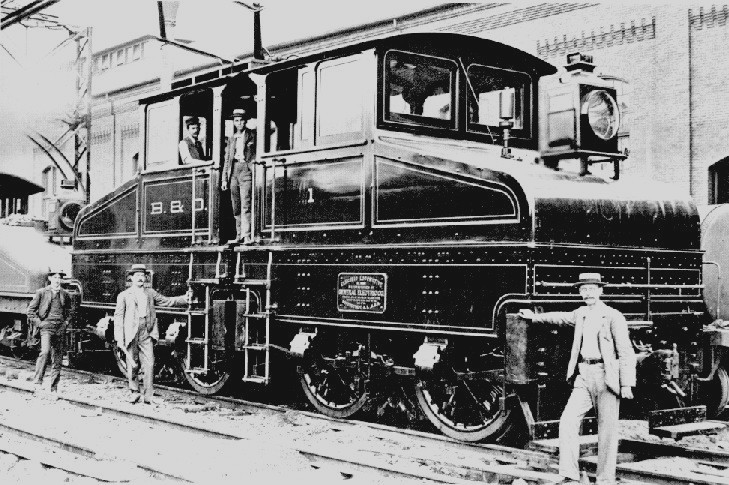
Motor elèctric de Baltimore i Ohio

Abans del desenvolupament del tren elèctric, la major part del transport terrestre, a part dels ferrocarrils, es feia principalment amb vehicles tirats per cavalls. L'ús del ferrocarril havia permès que un cavall es mogués el doble de persones, donant lloc a ferrocarrils urbans. En10 juny, la ciutat de Richmond (Virgínia) va servir com a camp de proves per a un nou ferrocarril urbà elèctric dissenyat per Frank J. Sprague. A partir de la dècada de 1890, el desenvolupament de l'electricitat va permetre l'extensió dels ferrocarrils subterranis.
Les grans ciutats com Londres i Nova York tenen un sistema de metro. Quan la tracció elèctrica es va fer més pràctica, la majoria dels ferrocarrils urbans es van electrificar i van prendre el nom de " tramvies ".
En molts països, aquests ferrocarrils elèctrics urbans es van expandir més enllà de les zones urbanes per connectar altres assentaments. Als Estats Units, les xarxes de ferrocarrils anomenades Electric Interurban enllaçaven la majoria de ciutats dels estats d'Illinois, Indiana, Ohio, Pennsylvania i Nova York. Al sud de Califòrnia, el Pacific Electric Railway dona servei a la majoria de ciutats dels comtats de Los Angeles i Orange. Hi havia xarxes similars a Europa, una de les més notables era la que connectava totes les ciutats de Bèlgica, la xarxa de la Société Nationale des Chemins de fer Vicinaux .
Algunes d'aquestes xarxes encara existeixen i sovint s'han actualitzat per adaptar-se als sistemes de transport públic de les zones afectades.

## Tracció elèctrica amb catenària

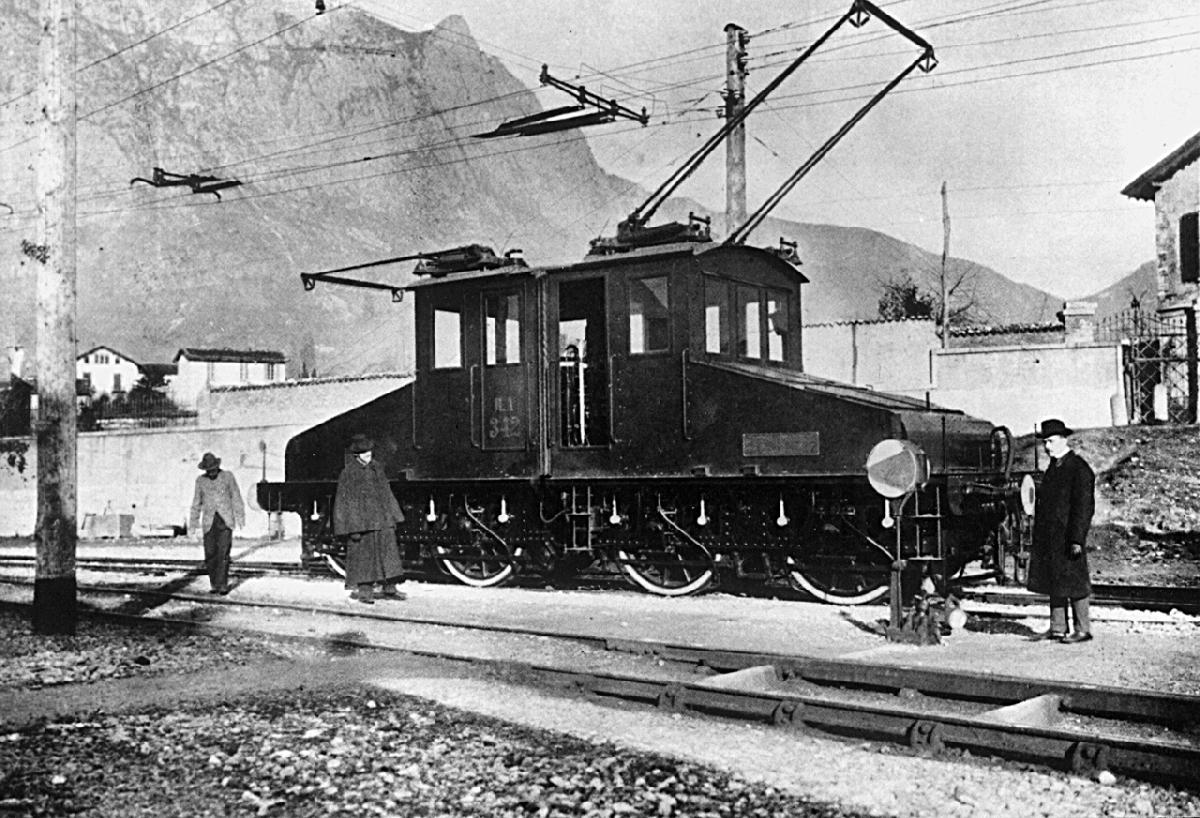
Un prototip de locomotora elèctrica Ganz AC a Valtellina, Itàlia, 1901

Arreu del món, l'èxit de l'electrificació urbana està empenyent moltes empreses a intentar aplicar-la a les principals línies. El problema a resoldre és la transmissió d'electricitat.
Anglaterra copia els sistemes adoptats per les xarxes de transport metropolità urbà sense transformar-los, amb presa de corrent al tercer carril i baixa tensió (750 V, o 850 V com a la línia de la Cerdanya a França).
Per a altres, cal utilitzar corrent continu a alta tensió per evitar pèrdues de línia. A França i als Països Baixos s'escull 1.500 V, mentre que a Bèlgica és de 3.000 V
El corrent altern és més fàcil de transportar, però s'adapta poc als motors elèctrics existents en aquell moment. Alemanya, Àustria i Suïssa opten per una freqüència monofàsica de 15.000 V 16 Hz 2/3.
Es realitzen proves trifàsiques, però requereixen un equipament considerable, amb diverses línies de catenàries. La regió del Piemont d'Itàlia va electrificar línies, però més tard les va convertir a DC.
Els Estats trien un corrent utilitzat a totes les empreses del seu país, però diferent del dels veïns. En aquest període problemàtic, esperem que l'enemic potencial no pugui fer funcionar els seus trens en cas d'una invasió.
Finalment, el 1947, sota la influència de Louis Armand, les proves a Alemanya i després a França van demostrar el potencial de 25.000 V monofàsic 50 Hz (corrent industrial). França l'adopta per continuar la seva electrificació, i la generalitza a les noves línies. L'utilitzen països que encara no havien començat a electrificar-se. Actualment, l'electrònica al servei dels motors elèctrics permet utilitzar directament aquest corrent, sense transformar-lo.

## Tracció dièsel

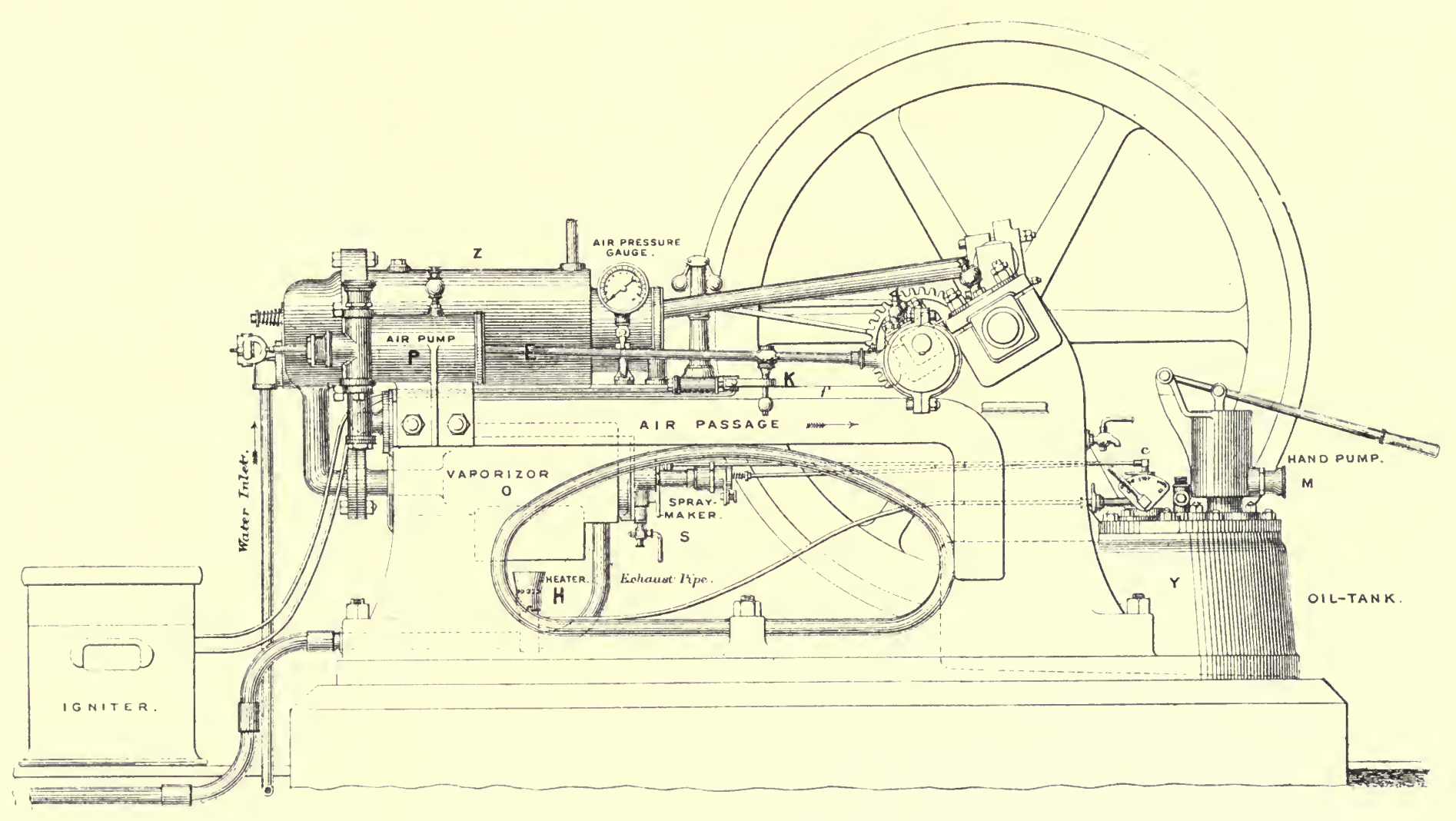
Diagrama de Priestman Oil Engine de The Steam Engine and gas and oil engines (1900) de John Perry

Hi ha diferents tipus de locomotores dièsel:
- locomotores dièsel hidràuliques : la locomotora es mou gràcies a un motor dièsel : aquestes màquines es van limitar de forma ràpida al transport de mercaderies a llargues distàncies o en forts pendents, i als serveis de maniobra.

- Locomotores elèctriques dièsel equipades amb un motor elèctric accionat per una dinamo accionada per un motor dièsel.
- A partir de la dècada de 1950, les locomotores dièsel-elèctriques es van establir en moltes parts del món i particularment als Estats Units. La nova DB (FRG) va desenvolupar una flota de locomotores dièsel a la dècada de 1950. A més, la tracció dièsel va tenir una època daurada a l'est d'Europa amb màquines com la Ludmilla (la BR 230 de la DR) i la tambor Taïga, anomenada així per l'absència de silenciador (la BR 200 de la DR), totes dues produïdes al URSS.

Durant XX 20è segle, els modes per carretera i aeri als Estats Units gairebé van eliminar el ferrocarril per als viatges de llarga distància. No obstant això, el ferrocarril continua sent el mode dominant de transport de mercaderies. A Europa i en determinats països asiàtics, el lloc del ferrocarril en el transport de viatgers continua sent important.